# Alin Alexuc-Ciurariu
Alin Alexuc-Ciurariu (n. 3 februarie 1990, Botoșani, România) este un luptător român specializat în lupte greco-romane.

## Carieră
S-a apucat de lupte la vârsta de zece ani pentru că acest sport era popular în cartierul său. S-a pregatit la CS Botoșani sub îndrumarea antrenorului Ioan Asaftei. 
După cinci ani a devenit vicecampion național la cadeți, apoi campion național în anul următor. În 2007 a câștigat Cupa României la juniori și a devenit vicecampion european la cadeți. În anul următor s-a alaturat lotului național de seniori, devenind în 2009 campion național în această categorie.
În 2010 a obținut medalia de argint la Campionatul Mondial de juniori de la Budapesta în cadrul categoriei 96 kg, după ce a fost învins în finală de rusul Islam Magomedov. Pentru acest rezultat a fost desemnat cel mai bun luptător român al anului de forul național de specialitate.
În 2011 și-a schimbat categoria de greutate, urcând la 120 kg, dar a fost eliminat în sferturile de finală la turneele preolimpice de la Sofia și de la Taiyuan. A coborât din nou la categoria de 96 kg, în care a câștigat turneul preolimpic de la Helsiniki. A fost singurul luptător român de greco-roman la Jocurile Olimpice din 2012, unde a pierdut chiar din fază de călificari cu bulgarul Elis Guri.
În 2015 s-a clasat pe locul 5 la categoria de 98 kg din cadrul Campionatului Mondial găzduit de orașul Las Vegas. Astfel a fost primul luptător român care s-a calificat la Jocurile Olimpice din 2016.
La Rio de Janeiro a ajuns în sferturile de finală, unde a fost învins de armeanul Artur Aleksanian, scorul fiind 0–8. Totuși, acesta s-a calificat ulterior în finală, ceea ce i-a dat lui Alexuc acces la recalificări. A trecut de italianul Daigoro Timoncini, dar a pierdut în meciul pentru bronz cu turcul Cenk İldem, care îl învinsese deja pe el în același stadiu al competiției și anul precedent la Las Vegas.
În anul 2020 el a devenit campion european la categoria 130 de kilograme.

## Legături externe
Materiale media legate de Alin Alexuc-Ciurariu la Wikimedia Commons
- Alin Alexuc-Ciurariu la Comitetul Olimpic și Sportiv Român (arhivat)
- Alin Alexuc-Ciurariu la United World Wrestling
- Profil olimpic la Comitetul Olimpic Internațional
- en Alin Alexuc-Ciurariu la Olympedia.org